# Michotamia annulata
Michotamia annulata là một loài ruồi trong họ Asilidae. Michotamia annulata được Bigot miêu tả năm 1878.